# 汕港高速动车组列车
汕港高速动车组列车是中国铁路所运营的一条客运路线，往来廣東省汕頭市汕頭站及香港特別行政區香港西九龍站。

## 历史
2018年9月23日，因应广深港客运专线香港段開通，潮港高速动车组列车启行，每天从潮汕站及香港西九龍站各发出五趟列车。
2019年7月10日，潮港高速动车组列车G6389、G6390次列車延長至汕頭，車次更改為G6390/6391、G6392/6389次，成為汕港高速动车组列车。
2020年1月30日起因香港西九龙站受2019冠状病毒病疫情影響而关闭，列车不再进港，运行区间改为汕头／潮汕－深圳北／福田，已購票乘客可獲無條件退款。2023年3月11日，運行區間恢复为汕头／潮汕-香港西九龍。
2025年1月5日，三对香港西九龙至潮汕的列车因应汕头站新站房投入使用延长至汕头站，另有一对列车改道并以梅州西为终点站。

## 运营状况

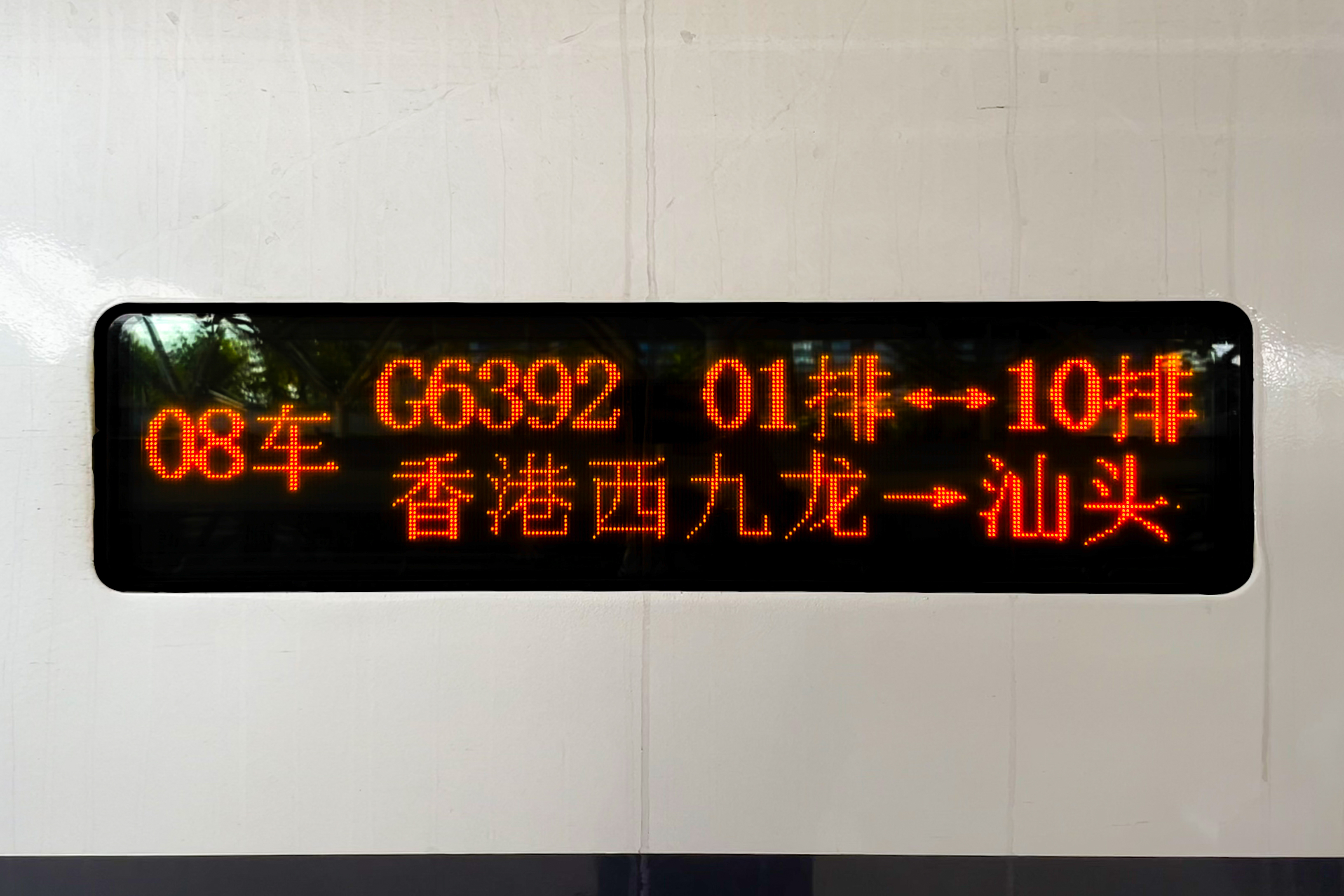
部份汕港高速动车组车次曾由CR400AF型电力动车组担任。

- 汕头至香港西九龙间每日开行4对列车，均使用配属广州局集团潮州动车运用所的CRH1A-A。由于香港西九龙至深圳北一段与深圳北至汕头一段运行方向不同，所有班次的列車会在深圳北站进行中途换向作业。

## 争议
由於此車次采用高速动车组列车的「G字头」作车次名稱，但由于广深港高铁深圳北至香港西九龙段的最高运营速度，以及杭深铁路宁波至深圳段初期營運時速均为200公里，而梅汕铁路潮汕至汕頭段的最高运营時速更是只有120公里，因此汕港高速动车组列车、潮港高速动车组列车与厦港高速动车组列车、福港高速动车组列车一样，是全程最高运行时速低于300公里的G字头动车组列车之一。
香港苹果日报在列车正式开行前的2018年9月10日刊发文章，指来往香港和潮汕的G字头列车行驶速度过慢。这些列车开出香港后首先需要在深圳北站換向花费19至26分鐘，之后每趟列车在杭深铁路上停靠2-5个中途站不等，但列车深圳北-潮汕区间去除停站时间的纯行车时间却慢过既有的D字头「动车」；此外，列车驶经的广深港高铁香港段和杭深铁路没有达到时速300千米的路段，只能以動車速度行駛，但却被冠以G字头的「高铁」。香港一地兩檢關注組成員譚凱邦认为这其实是「偽高鐵」，是港铁的误导性包装。
港鐵車務營運總管李聖基透露在同年末指，港鐵正研究當列車駛至深圳北時，在車尾位置預先安排另一司機於車尾駕駛艙作掉頭，預計可節省10分鐘停站時間；此措施最快2019年7月實施，而厦港高速动车组列车和福港高速动车组列车也會同時受惠於此措施，不过至今仍未实施。

## 外部連結
- 香港高速鐵路長途列車行車時間表 （页面存档备份，存于）